# Río Coihueco
El  río Coihueco es un curso natural de agua que fluye hacia el oeste entre el lago Rupanco y el lago Llanquihue en la comuna de Puerto Octay, Región de Los Lagos y desemboca en el Río Rahue (Bueno).

## Trayecto
El río Coihueco nace en la falda del volcán Puntiagudo (2.493 m), donde drena la hoya hidrográfica ubicada entre los lagos Rupanco y Llanquihue con una dirección general de este a oeste cubriendo un recorrido superior a 80 km en los que recibe aguas de sus tributarios río Sapo (norte), río Chapuco, río Blanco y río Chapuco (por el sur), y finalmente por el norte los ríos Pichicoihueco, Choroico y Coligual, para desembocar finalmente en el río Rahue cerca de Cancura.

## Caudal y régimen
La cuenca del río Coihueco tiene un régimen pluvio-nival, lo que es una excepción en la cuenca del río Rahue.: 21  En sus curvas de variación estacional se pueden observar leves incrementos del cauce durante los meses del deshielo, aunque sus mayores caudales se presentan durante el invierno.: 50 

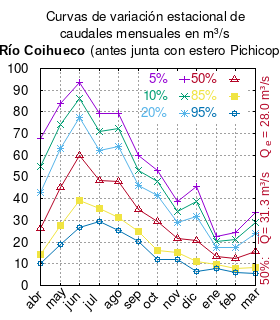
Curvas de variación estacional del río Coihueco antes de la junta con el estero Pichicope.

El caudal del río (en un lugar fijo) varía en el tiempo, por lo que existen varias formas de representarlo. Una de ellas son las curvas de variación estacional que, tras largos periodos de mediciones, predicen estadísticamente el caudal mínimo que lleva el río con una probabilidad dada, llamada probabilidad de excedencia. La curva de color rojo ocre (con {\displaystyle {\color {Red}\vartriangle }}) muestra los caudales mensuales con probabilidad de excedencia de un 50%. Esto quiere decir que ese mes se han medido igual cantidad de caudales mayores que caudales menores a esa cantidad. Eso es la mediana (estadística), que se denota Qe, de la serie de caudales de ese mes. La media (estadística) es el promedio matemático de los caudales de ese mes y se denota {\displaystyle {\overline {Q}}}. 
Una vez calculados para cada mes, ambos valores son calculados para todo el año y pueden ser leídos en la columna vertical al lado derecho del diagrama. El significado de la probabilidad de excedencia del 5% es que, estadísticamente, el caudal es mayor solo una vez cada 20 años, el de 10% una vez cada 10 años, el de 20% una vez cada 5 años, el de 85% quince veces cada 16 años y la de 95% diecisiete veces cada 18 años. Dicho de otra forma, el 5% es el caudal de años extremadamente lluviosos, el 95% es el caudal de años extremadamente secos. De la estación de las crecidas puede deducirse si el caudal depende de las lluvias (mayo-julio) o del derretimiento de las nieves (septiembre-enero).

## Historia
Su nombre, conocido por todo el sur de Chile, significa agua de coigo o coihue.
Luis Risopatrón lo describe en su Diccionario jeográfico de Chile (1924):: 228 
Coihueco (Río). Tiene orijen en las faldas W del cerro Puntiagudo, corre hacia el W por entre parajes selvosos i va a echarse en la márjen S del curso superior del río Rahue a unos 3 kilómetros al E del caserío de Cancura

## Población, economía y ecología
Ubicado en la zona del lago Rupanco, destaca por sus aguas, aptas para la práctica la pesca con mosca.